# Độ nhọn (thống kê)
Độ nhọn là một đại lượng thống kê mô tả đo mức độ tập trung của phân phối xác suất của một biến ngẫu nhiên, cụ thể là mức độ tập trung của các quan sát quanh trung tâm của phân phối trong mối quan hệ với hai đuôi.
Có 2 cách tính độ nhọn, một theo moment và một theo cumulant. Cách tính theo moment có công thức:
{\displaystyle \gamma _{2}={\frac {\mu _{4}}{\sigma ^{4}}}}
trong đó γ2 là giá trị độ nhọn, μ4 là tâm moment thứ tư, δ là độ lệch chuẩn.
Khi γ2 bằng 3, phân phối tập trung ở mức độ bình thường. Khi γ2 lớn hơn 3, phân phối tập trung hơn mức bình thường; đỉnh của đồ thị hình chuông của phân phối cao và nhọn trong khi 2 đuôi ngắn hơn. Còn khi γ2 nhỏ hơn 3, phân phối tập trung kém mức bình thường; đỉnh của đồ thị hình chuông của phân phối thấp và tù hơn, với 2 đuôi dài hơn.
Còn cách tính theo cumulant có công thức:
{\displaystyle \gamma _{2}={\frac {\kappa _{4}}{\kappa _{2}^{2}}}={\frac {\mu _{4}}{\sigma ^{4}}}-3,\!}
Với cách tính này, γ2 thường được so sánh với 0, chứ không phải với 3 như cách tính theo moment.